# Hylaeanura
Genre
Hylaeanura est un genre de collemboles de la famille des Neanuridae.

## Liste des espèces
Selon Checklist of the Collembola of the World (version du 29 octobre 2019) :
- Hylaeanura infima (Arlé, 1960)
- Hylaeanura mendoncae Zeppelini & Palacios-Vargas, 2013
- Hylaeanura nepalensis (Yosii, 1966)
- Hylaeanura nohbecana Vázquez, Cutz-Pool & Palacios-Vargas, 1998

## Publication originale
- Arlé, 1966 : Collemboles d'Amazonie, I. Poduromorphes nouveaux ou peu connus et notes biologiques sur Neotropiella carli (Denis). Boletim do Museu Paraense Emilio Goeldi, Zoologia, vol. 60, p. 1-19.